# Théophile Bonet

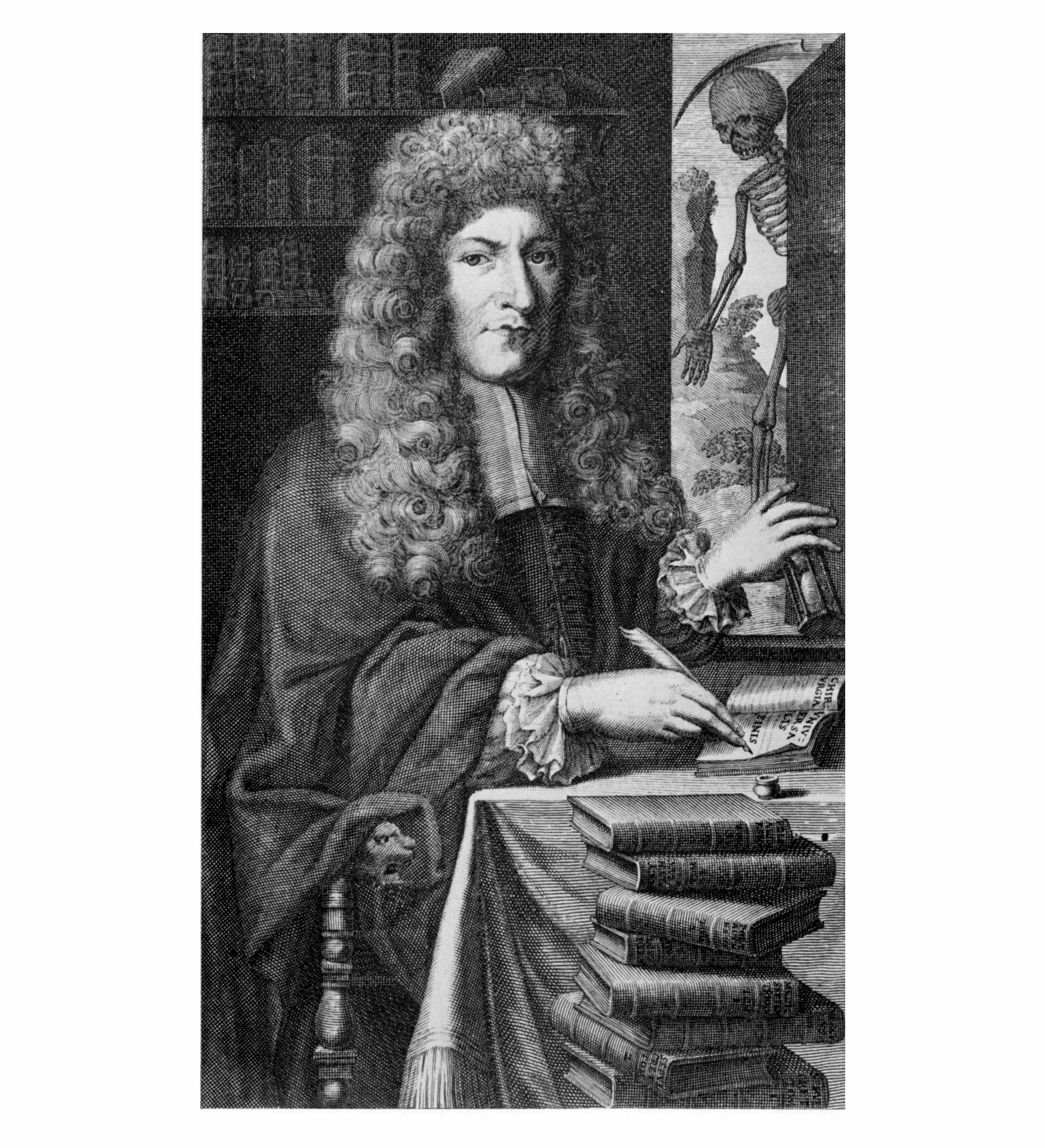
Théophile Bonet

Théophile Bonet und latinisiert Theophilus Bonetus (* 6. März 1620 in Genf; † 29. März 1689 ebenda) war ein Genfer Arzt.
Bonet wurde als Sohn einer als Protestanten verfolgten französischen Arztfamilie geboren und studierte an mehreren Orten Europas Medizin. In Bologna wurde er 1643 promoviert. Er war danach als niedergelassener Arzt in Genf erfolgreich tätig. Von 1656 bis 1666 war er Stadtarzt in Neuenburg sowie Leibarzt des Herzogs von Longueville. Mit seiner 1700 Seiten umfassenden Veröffentlichung Sepulchretum anatomicum („Ehrenmal der Anatomie“) von 1679 publizierte er die erste systematische Zusammenstellung der pathologischen Anatomie aus ungefähr 3000 Autopsien (Leichenöffnungen) mit Krankengeschichten, Sektionsbefunden und Kommentaren und ebnete damit Giovanni Battista Morgagni den Weg zu dessen modernen Pathologie.

## Schriften (Auswahl)

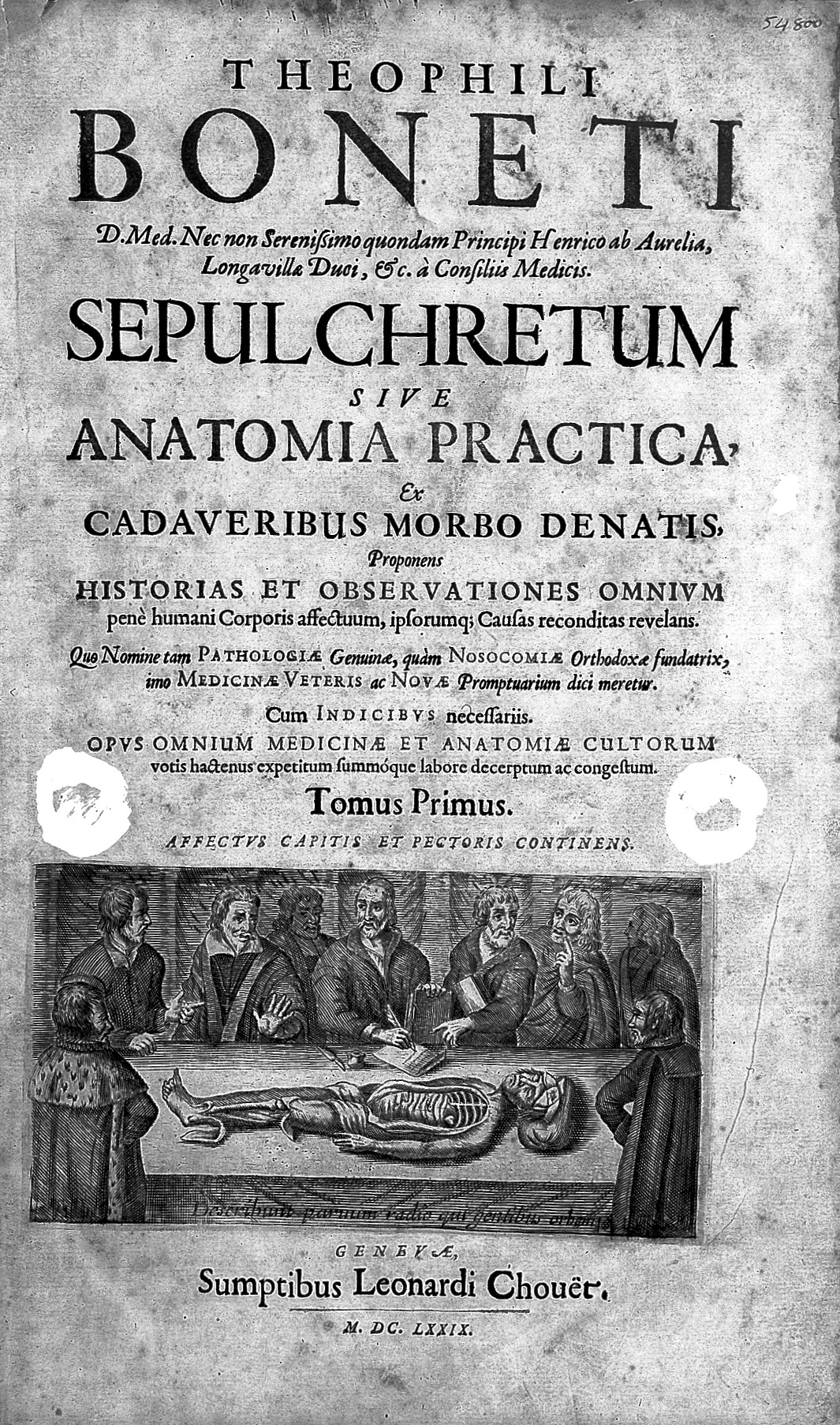
Sepulchretum sive Anatomia practica, 1679

- Sepulchretum sive Anatomia practica, ex cadaveribus morbo denatis […]. Genf 1679–1700:
  - Leonhard Chouet, Genf 1679, Band 1 (Digitalisat); Band 2 (Digitalisat)
  - Cramer & Perachon, Genf 1700, Band 1 (Digitalisat); Band 2 (Digitalisat); Band 3 (Digitalisat)
- Mercurius compitalitius sive index medico-practicus. Leonhard Chovet, Genf 1682 (Digitalisat)
- Medicina septentrionalis collatita. Leonhard Chovet, Genf, Band 1, 1685 (Digitalisat); Band 2, 1687 (Digitalisat)
- Polyalthes sive Thesaurus medico-practicus. Leonhard Chovet, Genf 1690, Band 1 (Digitalisat); Band 2 (Digitalisat); Band 3 (Digitalisat)